# Hornveronika
Hornveronika (Veronica ceratocarpa) är en grobladsväxtart som beskrevs av Carl Anton von Meyer. Enligt Catalogue of Life ingår Hornveronika i släktet veronikor och familjen grobladsväxter, men enligt Dyntaxa är tillhörigheten istället släktet veronikor och familjen grobladsväxter. Arten förekommer tillfälligt i Sverige, men reproducerar sig inte. Inga underarter finns listade i Catalogue of Life.